# シーグフリード・ガルシア
シーグフリード・ガルシア・ロジョ（Sígfrid Gràcia Royo、1932年3月27日 - 2005年5月23日）は、スペイン・カタルーニャ州ガバ出身の元同国代表サッカー選手。ポジションはDF。

## 経歴

### クラブ
カタルーニャ州のガバに生まれ、FCバルセロナのカンテラで育成された。1952年9月14日、デポルティーボ・ラ・コルーニャとのリーグ戦でトップチームデビューを果たした。1953-54シーズンの後半戦と翌シーズンの前半戦は、セグンダ・ディビシオンに所属していたエスパニョール・インドゥストリアルにレンタル移籍をして選手としての経験を積んだ。レンタルバック後の1955-56シーズンからレギュラーに定着し、クラブは1956-57シーズンから4シーズン連続でタイトルを獲得し、1959年にはスペイン代表から初招集も受けた。
1962-63シーズンから徐々に出場機会を失い始め、翌シーズンにはエラディオにレギュラーを奪われた。1966年、34歳で現役を引退した。現役引退後は、FCバルセロナのクラブ運営に携わっていた。

### 代表
1959年6月28日、1960 欧州ネイションズカップの予選として開催されたポーランド代表との試合でスペイン代表デビューを果たした。3年後の1962 FIFAワールドカップにも参加し、グループステージ最終節のブラジル代表戦では、当時のブラジル代表のエースであったガリンシャを抑え込む役割を与えられたが、1-2で敗れた。

## タイトル
FCバルセロナ
- ラ・リーガ : 3回 (1952-53, 1958-59, 1959-60)
- コパ・デル・レイ : 4回 (1952-53, 1954, 1958-59, 1962-63)
- コパ・エバ・ドゥアルテ : 1回 (1952)
- インターシティーズ・フェアーズカップ : 3回 (1955-56, 1958-60, 1965-66)